# Sorj Chalandon

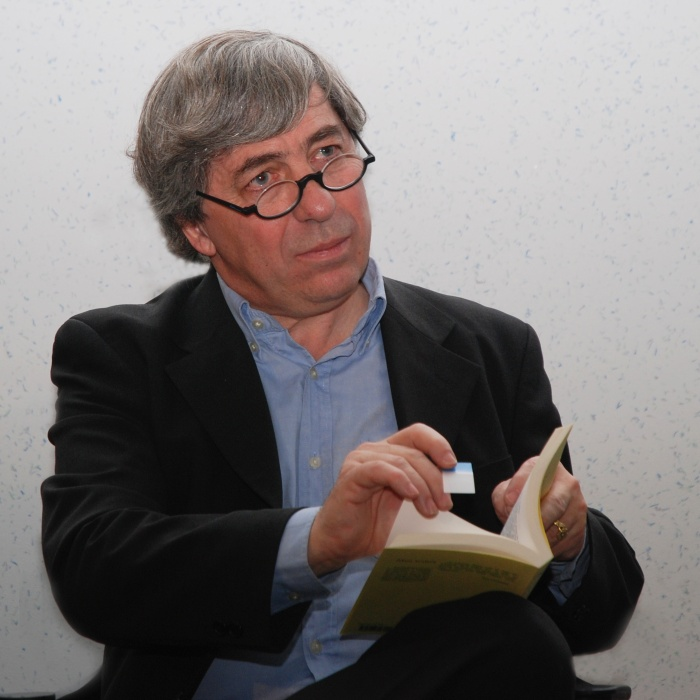
Sorj Chalandon

Sorj Chalandon (* 16. Mai 1952 in Tunis, Französisch-Nordafrika) ist ein französischer Schriftsteller und Journalist.

## Leben
Sorj Chalandon arbeitete von 1973 bis Februar 2007 als Journalist bei der Zeitung Libération. Dort war er für die Berichterstattung über den Libanon, Iran, Irak, Somalia und Afghanistan zuständig. Im Jahr 1988 erhielt er den Albert-Londres-Preis für seine Reportagen über Nordirland und den Klaus-Barbie-Prozess. Seit 2009 ist Sorj Chalandon Redakteur der Zeitung Le Canard enchaîné, der bedeutendsten satirischen Wochenzeitung Frankreichs.
Neben seiner Tätigkeit als Journalist veröffentlichte er bis heute (Stand 2024) insgesamt zehn Romane: Le petit Bonzi (2005), Une promesse (2006), Mon traître (2008), La légende de nos pères (2009), Retour à Killybegs (2011), Le quatrième mur (2013), Profession du père (2015), Le Jour d'avant (2017), Une joie féroce (2019) und Enfant de Salaud (2021).
Chalandons Werk wurde bereits mit zahlreichen Preisen und Nominierungen bedacht: u. a. erhielt er den Prix Médicis, den Grand Prix du roman de l’Académie française 2011 und war bereits zweimal für den Prix Goncourt nominiert: 2011 für Retour à Killybegs und 2013 für Le quatrième mur.
La légende de nos pères (2009) ist das erste Buch von Sorj Chalandon, das von Brigitte Große ins Deutsche übersetzt wurde. Es erschien 2012 unter dem Titel Die Legende unserer Väter.
Nach Vorstellung von Am Tag davor in der Fernsehsendung Das literarische Quartett wurde der Roman 2019 ein Verkaufserfolg.
Chalandon war Co-Autor dreier Episoden der 2. Staffel der TV-Serie Reporter (Canal+) und arbeitete mit dem Schöpfer der Serie, Olivier Kohn, an der dritten Staffel, als die Einstellung der Serie durch den Sender bekannt wurde.

## Werke und Auszeichnungen
- Le petit Bonzi. Roman. Paris 2005, Grasset

Prix du premier roman de l'Université d'Artois, 2006
Prix de l'Ecole Normale Supérieure de Cachan, 2006
Prix du premier roman du Touquet, 2006
- Une promesse. Roman. Paris 2006, Grasset

Prix Médicis, 2006
- Mon traître. Roman. Paris 2008, Grasset

Prix Jean-Freustié, 2008
Prix Joseph-Kessel, 2008
Prix Marguerite Puhl-Demange, 2008
Prix littéraire de la ville des Sables d'Olonne-Festival Simenon, 2008
Prix Gabrielle d'Estrées, 2008
Prix Lettres Frontière, 2008
- La légende de nos pères. Roman. Paris 2009, Grasset (dt. u.d.T. Die Legende unserer Väter. Roman. Aus dem Französischen von Brigitte Große, München 2012, dtv, ISBN 978-3-423-24899-0)

Prix Ouest du Printemps du Livre, 2010
Prix Biennale du livre d’Histoire, 2010
- Retour à Killybegs. Roman. Paris 2011, Grasset (dt. u.d.T. Rückkehr nach Killybegs. Roman. Aus dem Französischen von Brigitte Große, München 2013, dtv, ISBN 978-3-423-24974-4)

Grand Prix du Roman de l’Académie française, 2011
Nominiert für den Prix Goncourt, 2011
Nominiert für den Prix Interallié, 2011
Liste Goncourt/Le Choix de Pologne, 2011
Liste Goncourt/Le Choix de la Serbie, 2012
- Le quatrième mur. Roman. Paris 2013, Grasset (dt. u.d.T. Die vierte Wand. Roman. Aus dem Französischen von Brigitte Große, München 2015, dtv, ISBN 978-3-423-26066-4)

Nominiert für den Prix Goncourt, 2013
Prix Goncourt des lycéens, 2013
Liste Goncourt/Le Choix de l'Orient, 2013
Liste Goncourt/Le Choix de la Roumanie, 2013
Prix des lecteurs Escale du Livre, 2014 (Bordeaux)
Prix des écrivains croyants, 2014
Prix des Libraires de Québec, 2014
- Profession du père. Roman. Grasset, Paris 2015 (dt. u.d.T. Mein fremder Vater. Roman. Aus dem Französischen von Brigitte Große, dtv, München 2017 ISBN 978-3-423-28114-0)

Prix du Style, 2015
- Le Jour d'avant. Roman. Grasset, Paris 2017 (dt. u.d.T. Am Tag davor. Roman. Aus dem Französischen von Brigitte Große, dtv, München 2019 ISBN 978-3-423-28169-0)

Prix Libraires en Seine, 2018
- Une joie féroce, Roman. Grasset, Paris 2019 (dt. u.d.T. Wilde Freude. Roman. Aus dem Französischen von Brigitte Große, dtv, München 2020 ISBN 978-3-423-28237-6)

- Enfant de salaud. Roman. Grasset, Paris 2021[19] (dt. u.d.T. Verräterkind. Roman. Aus dem Französischen von Brigitte Große, dtv, München 2022 ISBN 978-3-423-29033-3)

Finalist des Prix Goncourt 2021